# 安東尼奧平托薩利納斯市

安東尼奧平托薩利納斯市（西班牙語：Municipio Antonio Pinto Salinas），是委內瑞拉的一個市，位於該國西部梅里達州，首府設於拉阿蘇利塔，面積398平方公里，2007年人口14,029，人口密度每平方公里35人。